# Kontrakce (matematika)
Pokud {\displaystyle (P,d)\,} a {\displaystyle (Q,g)\,} jsou metrické prostory a pro zobrazení {\displaystyle f:P\to Q\,} existuje číslo {\displaystyle \alpha \in (0,1)\,} takové, že pro všechny {\displaystyle x,y\in P\,}
{\displaystyle g(f(x),f(y))\leq \alpha d(x,y)},
pak zobrazení {\displaystyle f\,} nazveme kontrakcí.